# Студёновское сельское поселение (Орловская область)
Студёновское сельское поселение — муниципальное образование в Хотынецком районе Орловской области Российской Федерации.
Площадь 4025 га. Административный центр — деревня Студёнка

## История
Студёновское сельское поселение образовано 25 октября 2004 г.
Во время Великой Отечественной войны территория муниципального образования была оккупирована немецко—фашистскими захватчиками с 5 октября 1941 года. Почти два года продолжалась политика террора, насилия и грабежей фашистов над местным населением, которое так и не покорилось им, а лишь продолжало храбро сопротивляться. Административный центр, д. Студёнка, был освобождён 9 августа 1943 года усилиями 18 гвардейской и 169 стрелковыми дивизиями.

## Физико-географическая характеристика
Территория муниципального образования тянется из центральной в северо—восточную часть Хотынецкого района.
Основная река — Вытебеть.

### Климат
Студёновское сельское поселение находится в зоне умеренно континентального типа климата (по классификации Кёппена Dfb).

## Население
| 2010 | 2012 | 2013 | 2014 | 2015 | 2016 | 2017 |
| ---- | ---- | ---- | ---- | ---- | ---- | ---- |
| 352  | ↘325 | ↘314 | ↘304 | ↘298 | ↘294 | ↘286 |
| 2018 | 2019 | 2020 | 2021 | 2023 |      |      |
| →286 | ↘278 | ↗285 | ↘213 | ↘207 |      |      |

## Состав поселения
В Студёновское сельское поселение входят 7 населённых пунктов:
| № | Населённый пункт | Тип населённого пункта          | Население (2010) |
| - | ---------------- | ------------------------------- | ---------------- |
| 1 | Восход           | посёлок                         | 0                |
| 2 | Грачёвка         | деревня                         | 42               |
| 3 | Дубрава          | посёлок                         | 2                |
| 4 | Ильинский        | посёлок                         | 1                |
| 5 | Клеймёново       | деревня                         | 19               |
| 6 | Студёнка         | деревня, административный центр | 286              |
| 7 | Телегино         | деревня                         | 1                |

## Транспорт
По территории поселения проходит местная дорога 54К—3, связывающая районный центр пгт. Хотынец и федеральную дорогу Р120 с с. Знаменское и г. Болхов. Расстояние от административного центра поселения д. Студёнка до районного центра пгт. Хотынец составляет 12 км.